# Формула 1 — сезона 1990
41. сезона Формуле 1 је одржана 1990. године од 11. марта до 4. новембра. Вожено је 16 трка. Аиртон Сена је у Макларену по други пут постао светски првак. Макларен је освојио конструкторски наслов.